# Katerine Avgoustakis
Katerine Avgoustakis (* 16. September 1983 in Maasmechelen) ist eine belgische Sängerin und Gewinnerin der Show Star Academy 2005, der belgischen Version der Musikshow Deutschland sucht den Superstar.

## Leben
Katerine Avgoustakis Vater ist belgisch-griechischer Abstammung. Ihre belgische Mutter starb 2005 im Alter von 54 Jahren an einem Krebsleiden.

### Karriere
Der internationale Erfolg Katerines kam zufällig. Für eine Musik-CD für Kinder sang sie den späteren Nummer-1-Hit Ayo Technology, der nach einigen Wochen, nachdem die Platte veröffentlicht worden war, auf einem polnischen Radio-Sender auf Landesebene zu hören war. Schnell schaffte es ihr Song in die Top-5 der polnischen Chartlisten und kurz darauf kletterte dieser auch auf Platz 1. Somit hatte Avgoustakis – gegen ihren Willen – ihren ersten internationalen Erfolg und gleichzeitig auch ihre erste #1-Single.
In Deutschland war der Track erstmals auf dem Musiksender iMusic1 zu hören, der in der Vergangenheit schon mehrmals unbekannten Künstlern den Weg zum Erfolg im deutschen Musikbusiness geebnet hatte.

### Werke
Im deutschsprachigen Raum wurde sie bekannt durch die bereits erwähnte Single Ayo Technology, Cover des gleichnamigen Songs von 50 Cent, Justin Timberlake und Timbaland aus dem Jahr 2008, der bereits einmal Anfang 2009 vom belgischen Singer-Songwriter Milow neu aufgelegt wurde.

## Diskografie

### Alben
- 2005: Katerine
- 2008: Overdrive
- 2012: The Real Me

### Singles
- 2005: New Day
- 2005: Here Come All The Boys
- 2006: Take Me Home/Watch Me Move
- 2006: Catfight
- 2007: Live Wire
- 2007: Don’t Put It On Me
- 2008: Shut Your Mouth
- 2008: He’s Not Like You
- 2008: Ultrasonic
- 2008: Upon The Catwalk
- 2009: Ayo Technology
- 2009: Treat Me Like A Lady